# Hágrjót
Hágrjót är en bergstopp i republiken Island. Den ligger i regionen Norðurland eystra, 300 km nordost om huvudstaden Reykjavík. Toppen på Hágrjót är 671 meter över havet, eller 207 meter över den omgivande terrängen. Bredden vid basen är 4,0 km.
Trakten runt Hágrjót är nära nog obefolkad, med mindre än två invånare per kvadratkilometer. Närmaste större samhälle är Húsavík, omkring 11 kilometer väster om Hágrjót. Trakten runt Hágrjót består i huvudsak av gräsmarker.